# Matthias Taatz
Matthias Taatz (* 15. Oktober 1959) ist ein evangelischer Pfarrer und Aktivist der Bürgergesellschaft.

## Leben und Wirken
1988 wurde Matthias Taatz Pfarrer in der Stadt Mühlberg/Elbe. Bereits damals begann er damit, Informationen über das nahegelegene ehemalige sowjetische Speziallager Nr. 1 Mühlberg zu sammeln. Im Zuge des politischen Umbruchs in der DDR im Jahre 1989 wurde in Mühlberg ein Runder Tisch eingerichtet, der Ende März 1990 einen Arbeitskreis Mühlberger Lager bildete, an dem Taatz maßgeblich beteiligt war. 1990 war Taatz gleichzeitig Präsident der Mühlberger Stadtverordnetenversammlung. Achim Kilian schrieb über ihn: „Im Herbst 1989 hat der Mühlberger Pfarrer Matthias Taatz mutig das Tor zur Wahrheit über beide Lager aufgestoßen und deren Geschichte eingefordert.“.
Taatz setzte sich wesentlich dafür ein, auf dem Lagergelände bei Mühlberg eine Gedenkstätte sowohl für die Kriegsgefangenen des Stammlagers IV B als auch für die Inhaftierten des sowjetischen Speziallagers Nr. 1 Mühlberg zu errichten. Taatz hatte eine Rundbriefaktion ins Leben gerufen und bis 1991 rund 1500 Briefe zur Geschichte des Lagers Mühlberg erhalten. Im Juli 1991 trat der Arbeitskreis Mühlberger Lager um Taatz der Initiativgruppe Lager Mühlberg bei und Taatz wurde Mitglied des erweiterten Vorstands und 1992 zweiter Vorsitzender der Initiativgruppe. Im Januar 1992 verließ er Mühlberg und übernahm eine Pfarrstelle in Schenkenberg bei Delitzsch, ohne jedoch an seiner Mitarbeit in der Initiativgruppe Lager Mühlberg Abstriche zu machen. 1993 betonte Markus Meckel, damals Mitglied des Deutschen Bundestages, auf einer Gedenkfeier, dass „Pfarrer Taatz wohl ein großes Verdienst mit daran hat, dass beide Opfergruppen sich zueinandergehörig wissen“. Seit 2001 ist Taatz Vorsitzender der Initiativgruppe Lager Mühlberg. 2003 erhielt er für seinen Einsatz an der Gedenkstätte Lager Mühlberg die Verdienstmedaille Comitas Gentium der Kontaktgruppe der ehemaligen niederländischen Kriegsgefangenen im Bond van Wapenbroeders.
Gleichzeitig mit Antritt der Pfarrstelle in Schenkenberg im Jahre 1992 wurde Taatz evangelischer Militärpfarrer, zunächst der Heeresunteroffizierschule IV und seit 1. Oktober 2003, nach Umgliederung, der Unteroffizierschule des Heeres in Delitzsch. Dieses Amt hatte er bis 2007 inne. Taatz wurde ein Initiator der Integration der Bundeswehr und der Soldaten in das gesellschaftliche Leben der Stadt Delitzsch und der Region. Er trug wesentlich zur Schaffung eines Seelsorge- und Begegnungszentrums in der Feldwebel-Boldt-Kaserne bei. Für seine besonderen Verdienste um die Bundeswehr wurde ihm im September 2005 das Ehrenkreuz der Bundeswehr in Gold verliehen.
Taatz war einer der wichtigsten Aktivisten für die Errichtung und den Betrieb des alternativen Gemeindezentrums Pfarrscheune Schenkenberg sowie des Ausstellungszentrums Generationenhaus Alte Pfarre Lissa in einem Ortsteil von Neukyhna.
Seit 2005 ist Matthias Taatz zweiter Vorsitzender des Vereins für Pfarrerinnen und Pfarrer in der evangelischen Kirche der Kirchenprovinz Sachsen e.V. Im Frühjahr 2013 übernahm Taatz für einige Monate vertretungsweise die Stelle des Superintendenten, am 29. März 2014 wurde Taatz dann zum Stellvertretenden Superintendenten des Evangelischen Kirchenkreises Torgau-Delitzsch gewählt. Darüber hinaus ist er Mitglied im Vorstand des Diakonischen Werkes Delitzsch/Eilenburg e.V.
Nach dem Hochwasser 2013 war Taatz Vorsitzender des Spendenkuratoriums des Landkreises Nordsachsen zur Koordinierung der Hilfsangebote.

## Veröffentlichungen
- Im Gedenken an die Opfer des ehemaligen deutschen Kriegsgefangenenlagers STALAG IV B Mühlberg/Elbe 1939–1945 und des sowjetischen Speziallagers Nr. 1 Mühlberg/Elbe 1945–1948. Ein persönlicher Bericht zum Entstehen und Wirken der Initiativgruppe Lager Mühlberg e. V., In: Erinnern! Aufgabe, Chance, Herausforderung. Nr. 2, 2018, Stiftung Gedenkstätten Sachsen-Anhalt, S. 20–25 (urn:nbn:de:gbv:3:2-25536)

## Ehrungen und Auszeichnungen
- Verdienstmedaille Comitas Gentium der Kontaktgruppe der ehemaligen niederländischen Kriegsgefangenen im Bond van Wapenbroeders 2003
- Ehrenkreuz der Bundeswehr in Gold 2005[14]
- Ehrung für sein ehrenamtliches Engagement durch den Sächsischen Landtagspräsidenten Matthias Rößler 2011[22]
- Auszeichnung der Bundeszentrale für politische Bildung für herausragendes Engagement bei der Vermittlung der friedlichen Revolution und des Mauerfalls 2014[23]
- Verdienstorden des Landes Brandenburg 2017[24]

## Filmporträts
- Das Schweigen ist gebrochen – Internierungslager in der ehemaligen sowjetisch besetzten Zone, Regie: Ulrike Bürger und Hans H. Wacker, 44 Min., Bayerischer Rundfunk, 1991. Taatz ist einer von sechs Interviewten.[25]
- Der Aufbrecher – Pfarrer Taatz bewegt die Provinz, Regie: Peter Grimm, 30 Min., MDR, 2007